# Кой-Асан (ручей)

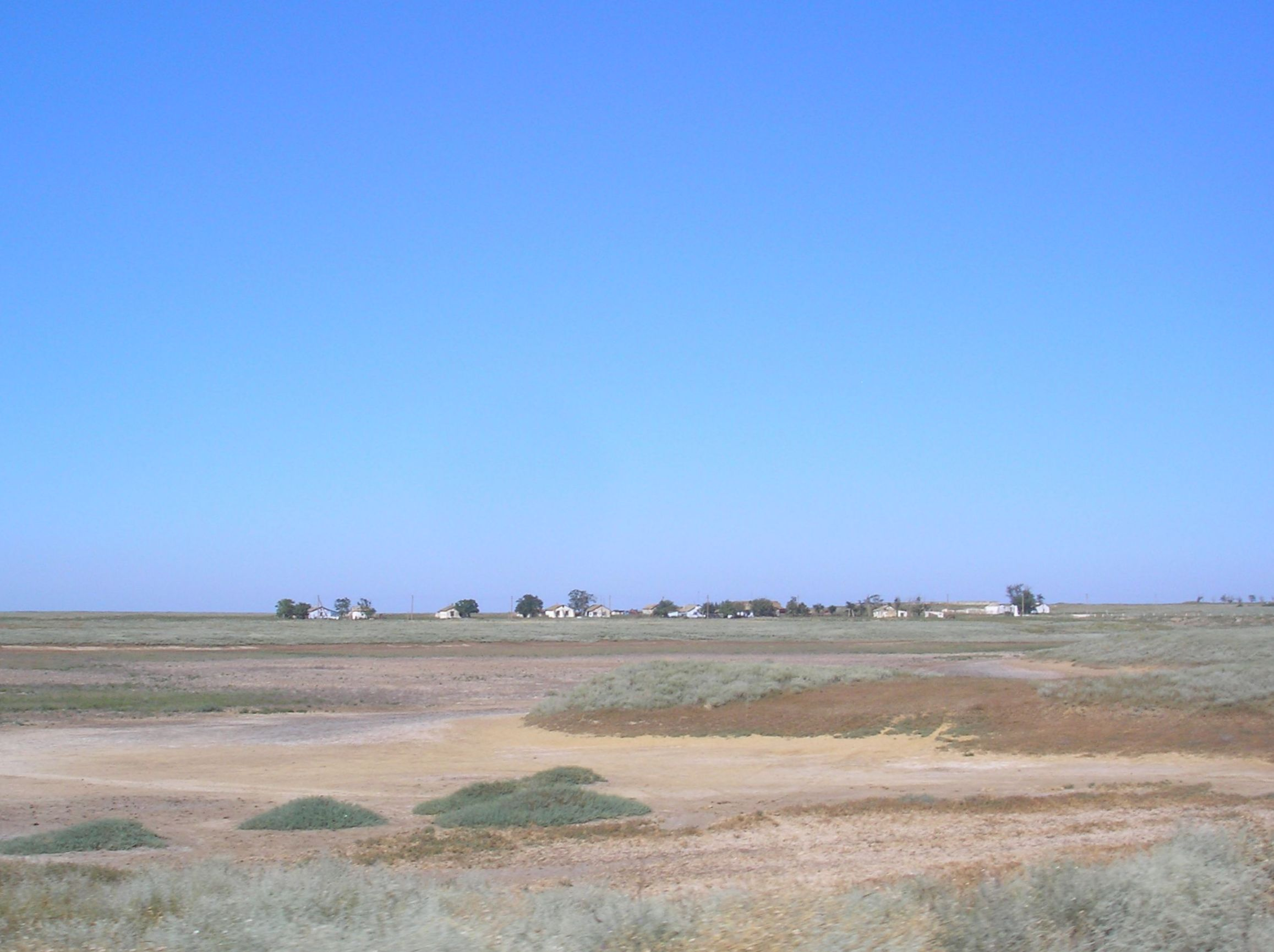
Устье Кой-Асана у с. Львово

Кой-Асан (также ручей Сухой, Кой-Асанская балка; укр. Кой-Асан, крымскотат. Qoy Asan, Къой Асан) — маловодная река (балка) на Ак-Монайском перешейке, длиной 15 км, с площадью водосборного бассейна 67,4 км². Относится в группе рек северо-восточного склона Крымских гор. Исток ручья находится на юго-западной равнине Керченского полуострова, в 2 км юго-западнее села Батальное. Течёт почти на север, затем, у села Ячменное, ручей прорезает западную оконечность Парпачского хребта, между курганами Кош-оба на востоке и безымянным — на западе. Между холмов на ручье во второй половине XIX века был сооружён пруд, впервые показанный на верстовке Крыма 1890 года (как пруд он обозначен и на довоенных картах), который позднее трансформировался в озеро (просто озером его называл ещё Иван Иванович Пузанов в 1920-х годах), позже ему присвоили название Парпач-Коль.
Севернее Северо-Крымского канала Кой-Асан течёт по новому руслу — главного коллектора № 30 (ГК-30), согласно справочнику «Поверхностные водные объекты Крыма» — ручей имеет 1 приток и в низовье «теряется в степи к северо-востоку от Львово», по другим источникам — впадает в болотистый лиман Сиваш в том же направлении от села. Водоохранная зона реки установлена в 100 м.